# Джумабеков, Тулеген Алтаевич
Тулеген Алтаевич Джумабеков (каз. Төлеген Әлтайұлы Жұмабеков; род. 13 августа 1938, аул Ачисай, Туркестанский район, Южно-Казахстанская область, КазССР, СССР) — советский и казахстанский учёный, доктор медицинских наук (1991), профессор (1993).

## Биография
Происходит из рода Шымыр племени дулат.
В 1964 году окончил Алматинский государственный медицинский институт (ныне КазНМУ им. С. Асфендиярова), в 1970 году — аспирантуру Московского НИИ педиатрии. В 1970—1988 годах работал на кафедре детской хирургии, с 1988 года заведующий кафедрой детской анестезиологии-реаниматологии и хирургии Казахского государственного института усовершенствования врачей при Министерстве здравоохранения РК.
В 1990 году защитил докторскую диссертацию на тему «Интенсивная терапия при тяжелой черепно-мозговой травме у детей».
Постановлением Правительства Республики Казахстан от 5 октября 1999 года № 1520 награждён государственной премией Республики Казахстан.

## Научная деятельность
Основные научные труды в области детской анестезиологии и реаниматологии.
Патенты:
- Способ лечения термохимических ожогов верхних дыхательных путей и пищевода у детей. Номер инновационного патента: 23835. Опубликовано: 15.04.2011. Авторы: Турлекиева Ж. М., Джумабеков Т. А.
- Способ лечения бронхопневмонии у детей. № предв. патента: 13113. Опубликовано: 16.06.2003. Авторы: Малтабарова Н. Амангалиевна, Джумабеков Т. А., Козьменко Д. Н., Молдахметов М. С.
- Способ инфузионной терапии детей при термических поражениях, осложненных шоком. № предв. патента: 11384. Опубликовано: 15.04.2002. Авторы: Нурмагамбетова Б. К., Ормантаев К. С., Джумабеков Т. А.
- Способ диагностики степени тяжести ожогового шока у детей. № предв. патента: 10976. Опубликовано: 14.12.2001. Авторы: Ормантев К. С., Нурмагамбетова Б. К., Журкабаева Б. Д., Джумабеков Т. А.
- Способ оценки степени тяжести повреждения головного мозга при черепно-мозговой травме у детей. № предв. патента: 10588. Опубликовано: 15.08.2001. Авторы: Карибаева Р. Б., Смирнова Е. С., Ормантаев К. С., Джумабеков Т. А.
- Способ анестезии при бронхологических исследованиях у детей. № предв. патента: 9887. Опубликовано: 15.02.2001. Авторы: Ормантаев К. С., Ищанова А. А., Джумабеков Т. А., Андронов С. В.
- Способ определения степени тяжести травматического шока у детей. Авторы патента: Ормантаев К. С., Сеитов Т. З., Джумабеков Т. А.[7]